# سیارک ۱۵۳۹۰
سیارک ۱۵۳۹۰ (به انگلیسی: 15390 Znojil، نامگذاری:1997TJ10) پانزده هزار و سیصد و نودمین سیارک کشف شده‌است که در ۶ اکتبر ۱۹۹۷ کشف شد.
قدر مطلق سیارک برابر ۱۴٫۸۰ است.